# الرياضة في فرنسا

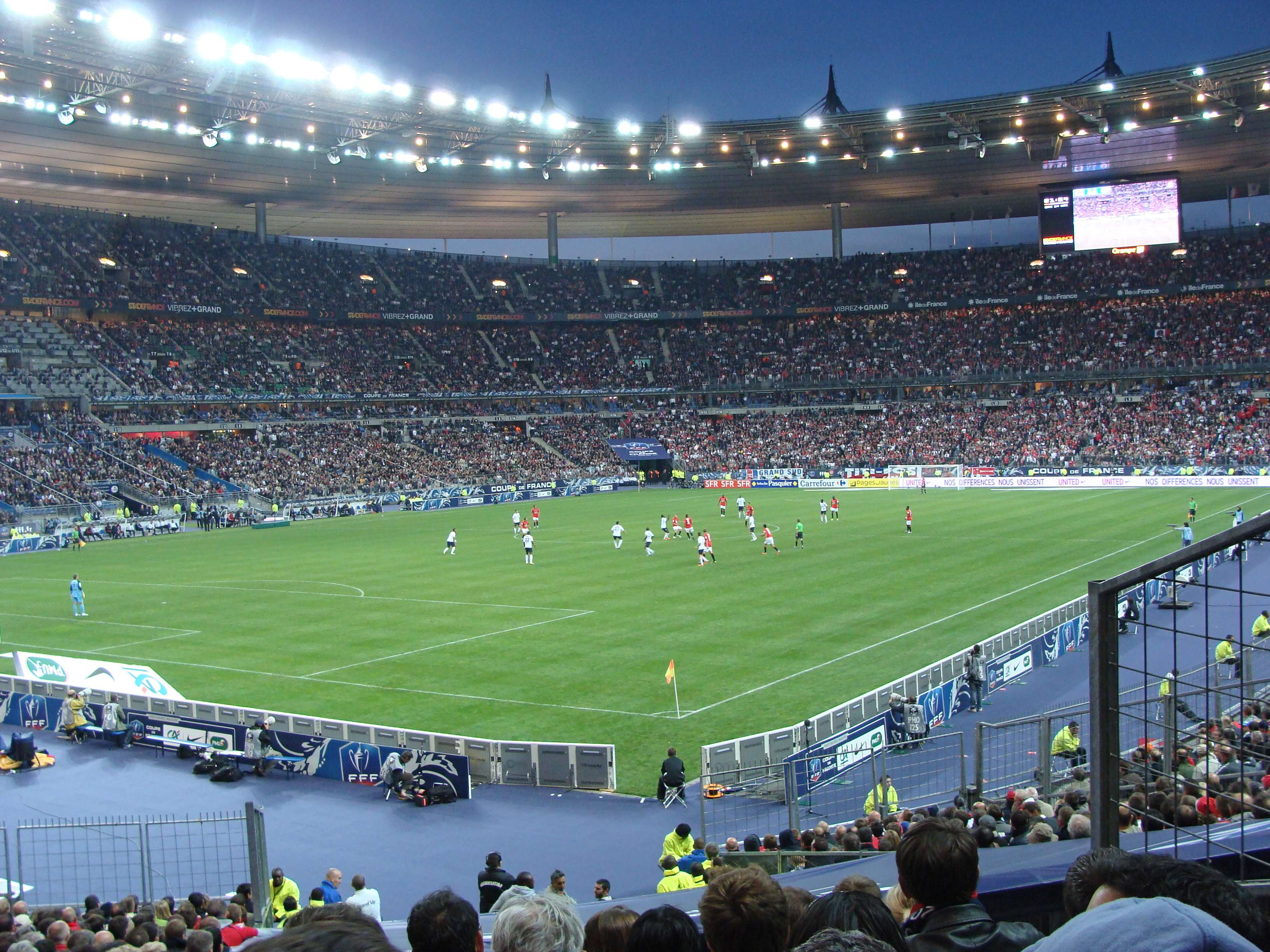
مباراة كرة قدم في ستاد دي فرانس

الرياضة الشعبية الأولى في فرنسا هي كرة قدم، وقد فاز منتخب فرنسا لكرة القدم بكأس العالم في سنة 1998 وألتي أُقيمت في فرنسا بقيادة زين الدين زيدان، كما فاز المنتخب الفرنسي بكأس أمم أوروبا مرتين أولها في سنة 1984 بقيادة ميشيل بلاتيني والمرة الثانية كان في سنة 2000 وذلك بحضور جيل زيدان وتيري هينري وديفيد تريزيغيه وباتريك فييرا كما فاز بكأس القارات بمرتين.
والرياضات الشعبية الأُخرى في فرنسا هي الرغبي وكرة اليد وكرة السلة وكرة المضرب ورياضات الموطور وألعاب قوى والسباحة وركوب الدراجات ويقام في صيف كل سنة طواف فرنسا.